# 米哈伊利夫卡 (阿爾切夫斯克區)
48°29′47″N 38°54′09″E / 48.49639°N 38.90250°E

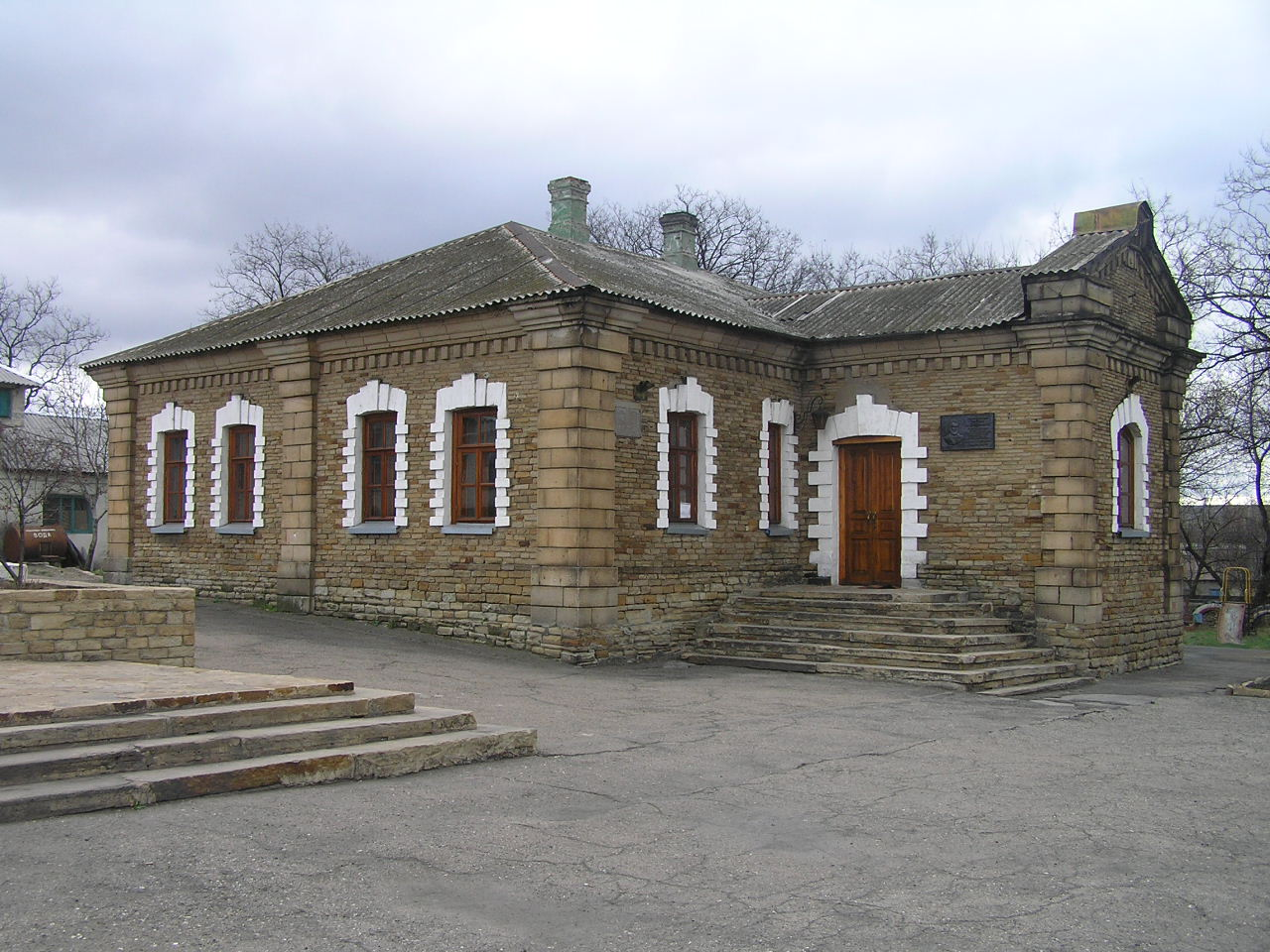
前民办学校建筑

米哈伊利夫卡（烏克蘭語：Михайлівка）是位於烏克蘭東部的市級鎮，由盧甘斯克州阿爾切夫斯克區的阿爾切夫斯克市鎮負責管轄。該鎮始建於1787年，面積7.76平方公里，海拔高度98米，2011年人口2,467，人口密度每平方公里317.9人。